# Estación de Wattignies - Templemars
La estación de Wattignies - Templemars es una estación ferroviaria francesa, de la línea férrea París-Lille, situada en la comuna de Templemars, en el departamento de Norte. Por ella transitan únicamente trenes regionales.

## Situación ferroviaria
La estación se encuentra en el punto kilométrico 242,960 de la línea férrea París-Lille.

## Historia
No fue inaugurada hasta el 3 de noviembre de 1879, 33 años después de la apertura del tramo correspondiente, tras una petición formal de las autoridades locales que la consideraban necesaria para dar servicio a las localidades de Wattignies y Templemars que en la época sumaban más de 3 000 habitantes.
En 1912 el servicio fue interrumpido. Durante la Primera Guerra Mundial, la estación fue totalmente destruida.
Entre 1997 y 2001 fue ampliamente renovada. Se le dotó de un aparcamiento para bicicletas y de monitores informativos.

## La estación
La estación se configura como un simple apeadero. Posee dos andenes laterales y dos vías. No dispone de atención comercial aunque sí tiene máquinas expendedoras de billetes y un aparcamiento habilitado.

## Servicios ferroviarios

### Regionales
Los siguientes trenes regionales transitan por la estación:
- Línea Arras / Douai / Libercourt - Lille.
- Línea Lens - Lille.